# Amator
Un amator este o persoană care desfașoară o activitate într-un domeniu (astronomie, fotografie, geologie, chimie etc), dar nu face din aceasta o sursă importantă sau principală de venit. De exemplu un chimist amator își desfasoară activitatea acasă, pe când un chimist profesionist este angajat al unui institut de cercetare de profil, al unei universițăți sau al unei firme private.